# Молодіжна збірна Руанди з футболу
Молодіжна збірна Руанди з футболу — національна молодіжна футбольна збірна Руанди, що складається із гравців віком до 20 років. Вважається основним джерелом кадрів для підсилення складу основної збірної Руанди. Керівництво командою здійснює Руандійська федерація футболу.
Команда має право участі у Молодіжному чемпіонаті Африки, у випадку успішного виступу на якому може кваліфікуватися на молодіжний чемпіонат світу до 20 років. Також може брати участь у товариських і регіональних змаганнях.